# بييتراكاميلا
بييتراكاميلا (بالإيطالية: Pietracamela)‏ هي بلدية في مقاطعة تيرامو في إقليم أبروتسو الإيطالي.

## السكان
في سنة 1861 بلغ عدد السكان 1٬468 نسمة، وتطور العدد ليصل في سنة 2011 لـ 304 نسمة.
يظهر هذا المخطط البياني تطور النمو السكاني لـ بييتراكاميلا